# 브리터니그
브리터니그(Brithenig)는 뉴질랜드인 앤드류 스미스가 대체 역사 일 베티사드의 설정으로 만든 인공어이다. 브리터니그는 대체 역사 인공어라는 인공어 장르에 속하며, 이는 에스페란토나 볼라퓌크같은 국제어 계통의 인공어나, 꿰냐나 클링온, 나비어같은 허구 세계의 인공어와 다르게 현실에 준한 대체 역사에서의 사고실험으로 탄생한 인공어이다. 이 설정에서 브리터니그는 로망스어 계통의 언어로, 브리튼 섬에서 로마의 지배가 잔류하여 라틴어 계통의 언어가 켈트계 언어를 몰아내고 뿌리내리게 된 상황을 가정한다. 브리터니그는 켈트어(특히 웨일즈어)의 영향을 많이 받은 웨일즈어풍의 로망스어라고 특징지을 수 있다. 비슷한 컨셉으로 제작된 인공어로 베네딕이 있다.
브리터니그는 ISO 639-3에 BZT라는 언어코드를 부여받았다.

## 예문(주기도문)
Nustr Padr, ke sia i llo gel:
sia senghid tew nôn:
gwein tew rheon:
sia ffaeth tew wolont,
syrs lla der sig i llo gel.
Dun nustr pan diwrnal a nu h-eidd;
e pharddun llo nustr phechad a nu,
si nu pharddunan llo nustr phechadur.
E ngheidd rhen di nu in ill temp di drial,
mai llifr nu di'll mal.
Per ill rheon, ill cofaeth e lla leir es ill tew,
per segl e segl. Amen.